# Walter Fränzel
Walter Fränzel (* 11. August 1889; † 27. April 1968) war ein deutscher Philologe, Vertreter der Lebensreform-Bewegung, Schulgründer und Autor von Theaterstücken.

## Leben
Fränzel war ein Sohn des sächsischen Oberst Georg Fränzel. Nach dem Ersten Weltkrieg wurde sein Vater im Jahr 1925 wegen dessen Beteiligung am Massaker von Dinant von einem belgischen Kriegsgericht in Abwesenheit zum Tode verurteilt.
Walter Fränzel studierte an der Universität Jena. Dort war er Vorsitzender der Freistudenten, die eine neu-humanistisches Geisteshaltung und demokratische akademische Selbstverwaltung forderten und praktizierten sowie gegen „Brot–“ ebenso wie „Bierstudenten“ polemisierten. In Begeisterung für die Jugendbewegung hatte er sich dort dem vom Sera-Vater und Verleger Eugen Diederichs geleiteten Sera-Kreis angeschlossen. Fränzel war 1913 mit auf dem Hohen Meißner, wo vom Sera-Kreis Goethes Iphigenie auf Tauris aufgeführt wurde.
Fränzel stand in engem Gedankenaustausch mit dem Kommunisten Karl Korsch. In einer Edition von 602 Briefen Korschs aus den Jahren 1908 bis 1939 sind über einhundert an Fränzel gerichtet. Die Freundschaft zerbrach mit der Radikalisierung Korschs im Ersten Weltkrieg.
Nach der Promotion und dem Ersten Weltkrieg kam Fränzel in die Geschäftsführung der Thüringischen Volkshochschule in Jena. Von 1920 bis 1924 leitete er gemeinsam mit seiner Ehefrau Elise Kehding das Ernst-Abbe-Jugendheim der Zeisswerke. Auch gründete er in Thüringen Volkshochschulen und Jugendherbergen und veranstaltete Ausstellungen, zum Beispiel für den Jugendstil-Maler Fidus. 1927 gründete das Ehepaar Fränzel die naturistische Alternativschule Lichtschulheim Lüneburger Land. Der Geist des Sera-Kreises, die Wanderfahrten, Sonnwendfeiern, Volkstanz und Volkslied, der Sinn für Kunst, Kultur und Literatur, für fremde Völker und Kulturen hatte Fränzel geprägt. Diesen Geist, verbunden mit den Gedanken der Lebensreform, insbesondere des Vegetarismus und der Freikörperkultur, übernahm er in das Programm seiner Schulgründung. Damit verwirklichte er auch Ideen des Pädagogen Adolf Koch. Fränzel selbst war in dieser Zeit in Berlin als Lehrer tätig.

## Veröffentlichungen (Auswahl)
- Geschichte des Übersetzens im 18. Jahrhundert. (= Beiträge zur Kultur- und Universalgeschichte, Ausgabe 25.) Voigtländers Verlag, Leipzig 1913[3] und 1914.[4]
- Volksstaat und höhere Schule. Phantasien eines Heimgekehrten. (= Tat-Flugschriften, Nr. 32.) Diederichs, Jena 1919.
- Deutschland im Jahrhundert Friedrichs des Großen und des jungen Goethe. (= Hilfsbücher für Volkshochschulen, Band 2). Perthes, Gotha 1921.
- Ulenspiegel. Ein Schalksspiel in sieben Gesängen. Greifenverlag, Rudolstadt 1925.
- Arbeitsbogen für höhere Schulen. Teil: Arbeitbogen E. / 18. Study Tour of an English School. Beltz, Langensalza 1928.
- Der Schmied von Gent. Schauspiel in 3 Aufzügen. Voggenreiter, Potsdam 1934.

## Übersetzungen
- Konrad Grünenberg: Ritter Grünembergs Pilgerfahrt ins Heilige Land 1486. Herausgegeben und übersetzt von Johann Goldfriedrich und Walter Fränzel. Voigtländer, Leipzig 1912.
- Henri Bergson: Das Lachen. Aus dem Französischen übersetzt von Julius Frankenberger und Walter Fränzel. Eugen Diederichs Verlag, Jena 1914, Online im Projekt Gutenberg.